# Moskwicz 423/424
Moskwicz 423 i 424 (ros. Москвич 423, 424) – radzieckie samochody osobowe z nadwoziem kombi produkowane przez Moskiewską Fabrykę Samochodów Małolitrażowych (MZMA) w latach 1957–1965 (od 1958 roku w zmodernizowanej odmianie 423N, od 1963 roku w odmianie 424).

## Historia i opis modelu

### Moskwicz 423

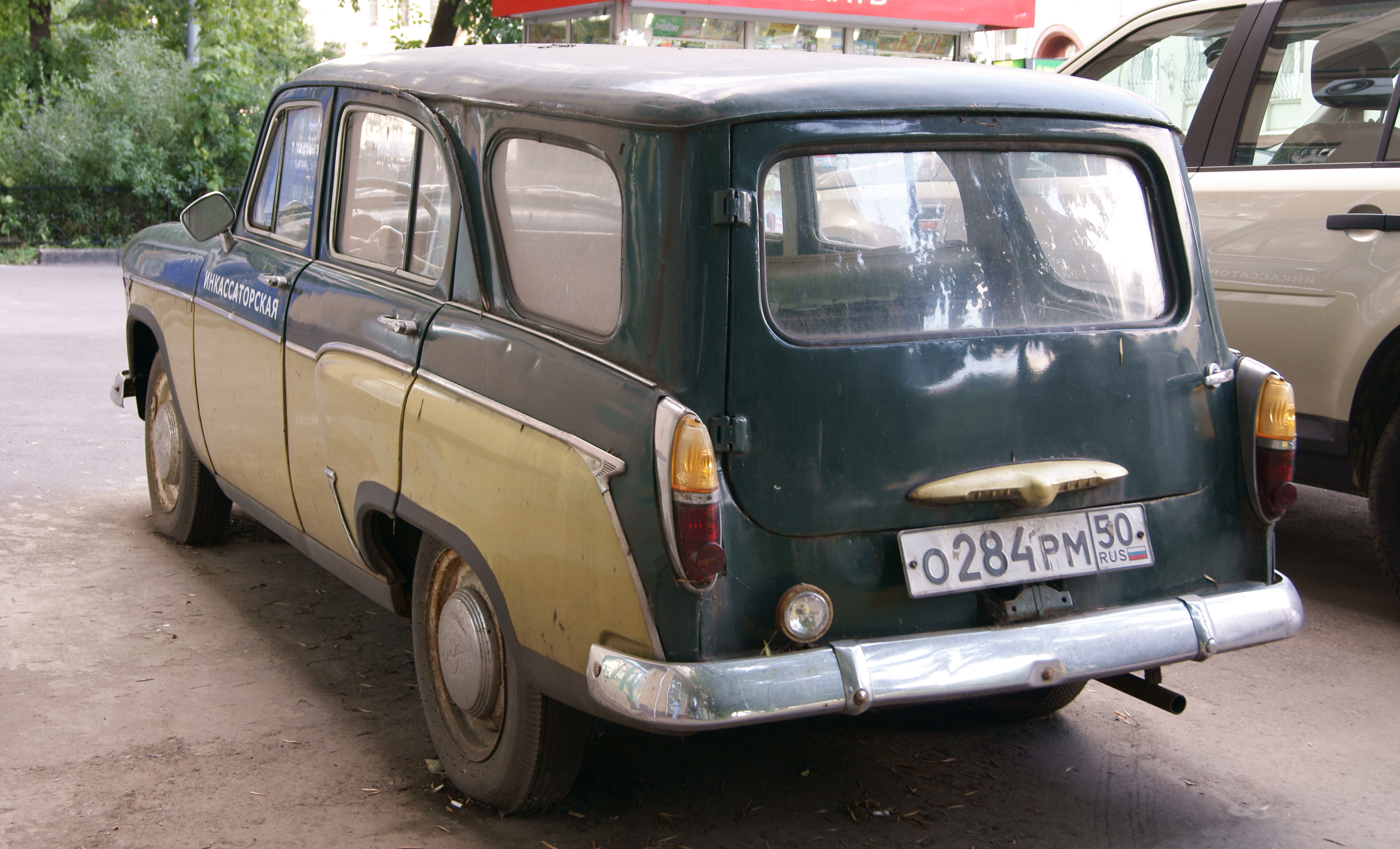
Moskwicz 423N od tyłu

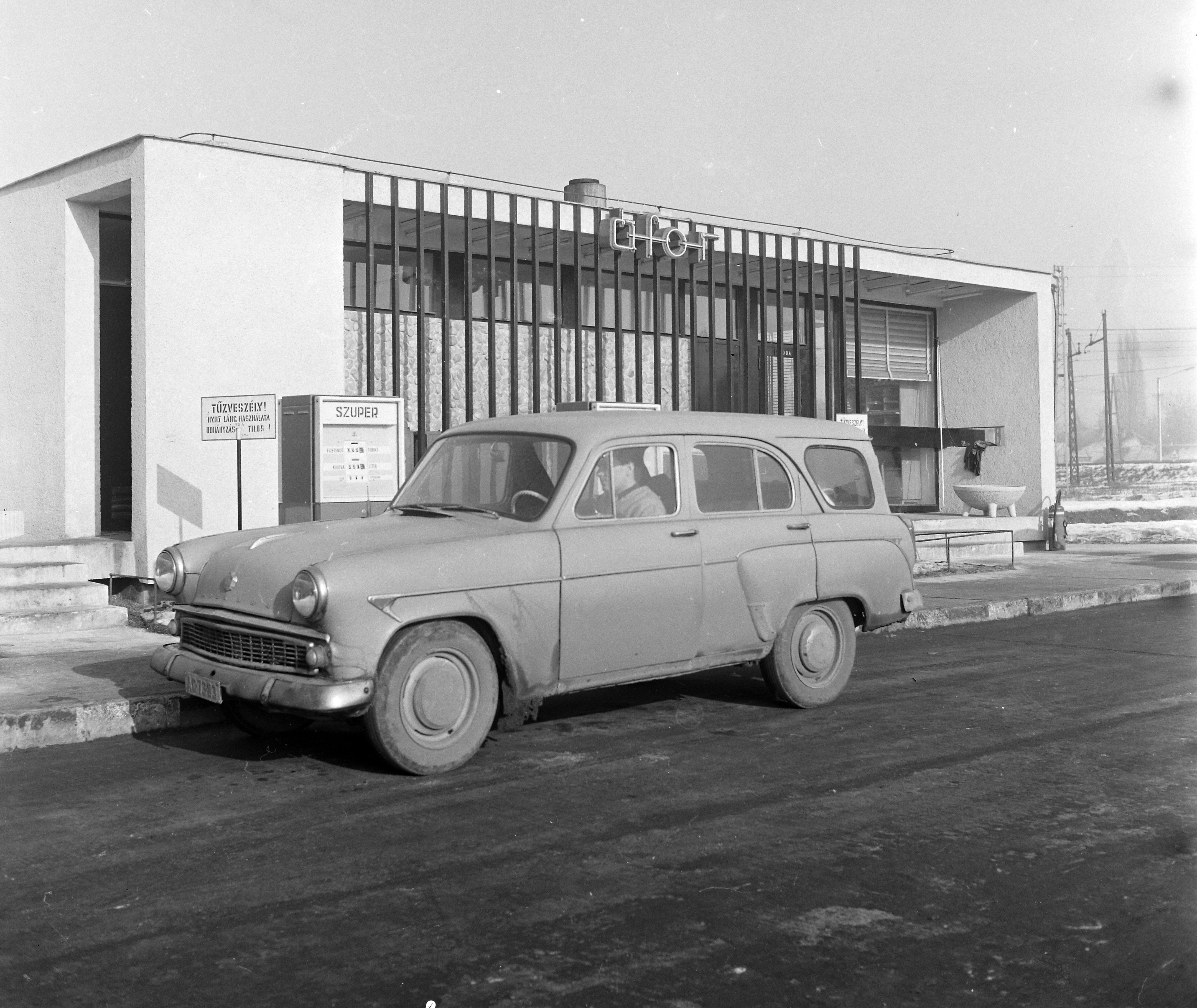
Eksportowy Moskwicz 423N (z ok. 1962 roku) na Węgrzech

Moskwicz 423 był pierwszym produkowanym seryjnie w ZSRR samochodem z nadwoziem kombi (w rosyjskiej terminologii: uniwersalnym, ros. uniwiersał). Opracowano go jako wersję nadwoziową produkowanego od 1956 roku sedana Moskwicz 402. Początkowo planowano budować samochód w wersji trzydrzwiowej, dla większej unifikacji z opracowywanym równocześnie furgonem Moskwicz 430, lecz zrezygnowano z tego z powodu kłopotliwego zajmowania miejsc na tylnej kanapie i ostatecznie samochód produkowano jako pięciodrzwiowy. Z powodu niewygodnego i niebezpiecznego podnoszenia tylnej klapy o sporej masie, zastosowano ostatecznie w tylnej ścianie drzwi otwierane na lewo. Po złożeniu tylnych siedzeń powierzchnia bagażowa miała rozmiary 1473 x 1220 mm i ładowność 250 kg. Koło zapasowe przewożone było w nowoczesny sposób: na płasko pod podłogą bagażnika, lecz wadą takiego rozwiązania było dość wysokie umieszczenie podłogi (760 mm) i dolnej krawędzi drzwi. W stosunku do sedana wzmocniono – poszerzono o 5 mm resory z tyłu, dla zwiększenia ładowności.
Samochód wszedł do produkcji w 1957 roku, napędzany tym samym silnikiem, co model 402 – starą dolnozaworową 4-cylindrową jednostką o mocy 35 KM i pojemności 1220 cm³. Od połowy 1958 do 1963 roku produkowano zmodernizowany model 423N, odpowiadający nowemu sedanowi Moskwicz 407. Głównym ulepszeniem był mocniejszy 4-cylindrowy silnik górnozaworowy o pojemności 1358 cm³ i mocy 45 KM. Od końca 1959 roku starą trójstopniową mechaniczną skrzynię biegów zastąpiono czterostopniową, co poprawiło charakterystyki samochodu. Wprowadzono też w tym czasie opony bezdętkowe i nową hipoidalną przekładnię główną.
Samochód podlegał w toku produkcji ograniczonym zmianom zewnętrznym, podobnie do sedanów 402/407. Najwcześniejsze serie modelu 423N nie różniły się od 423, lecz jeszcze w 1958 roku wprowadzono krótszą chromowaną ozdobną nakładkę na przedniej krawędzi tylnych błotników i napis: „Москвич” z przodu nad atrapą chłodnicy. Jedynie nieliczne samochody 423N przeznaczone na eksport otrzymały nowo wprowadzone w 1959 roku w modelu 407 dwukolorowe malowanie nadwozia, z kolorami oddzielonymi stalową listwą o poziomym przebiegu. W 1960 roku zasadniczej zmianie uległa atrapa chłodnicy – grubą poziomą chromowaną belkę we wlocie powietrza zastąpiła chromowana krata. Wkrótce umieszczoną z przodu na masce stylizowaną czerwoną flagę (zwiększającą niebezpieczeństwo ran pieszych) zamieniła gładsza metalowa ozdoba, a w 1962 usunięto pionowe kły ze zderzaka.
Wyprodukowano tylko 1525 samochodów podstawowego modelu Moskwicz 423, po czym 29 562 samochodów Moskwicz 423N. Pomimo dużego zapotrzebowania, samochody te prawie nie trafiały dla indywidualnych odbiorców, gdyż samochody kombi uważane były przez władze za użytkowe, kojarzone z prywatną wytwórczością, nie popieraną w ustroju komunistycznym. Większość przeznaczono dla gospodarki narodowej (przedsiębiorstwa państwowe, sklepy itp.). Część zbudowano na eksport. Zbliżonymi samochodami do Moskwicza 423 był trzydrzwiowy furgon Moskwicz 430 i małoseryjne terenowe kombi Moskwicz 411 (1515 sztuk).

### Moskwicz 424
W 1963 roku model 423N zastąpił Moskwicz 424, odpowiadający „przejściowemu” sedanowi Moskwicz 403. Z modelu 423 przejęto m.in. nadwozie, nieznacznie zmodyfikowany silnik, układ napędowy i zawieszenie tylne, a nowe było przednie zawieszenie, ulepszone hamulce z samoregulującymi się cylindrami i mechanizm kierowniczy z nową kierownicą. Produkowano go do 1965 roku. Samo nadwozie modelu 424 na rynek radziecki praktycznie nie różniło się od późnego modelu 423. Inny był jedynie numer modelu w załamaniach dekoracyjnej listwy na bokach przednich błotników (o ile miały tę listwę), a na późniejszych seriach widoczny był spryskiwacz szyby przedniej (uruchamiany nożną pompką).
Większe zmiany zewnętrzne wprowadzono jedynie w modelu eksportowym 424E (ros. 424Э), który miał powiększoną przednią kratę z kierunkowskazami zachodzącymi na boki błotników, nowe dekoracyjne podwójne listwy po bokach oraz lusterka wsteczne na błotnikach. Produkowano też wariant 424Ju (424Ю) dla krajów o gorącym klimacie (od jużnyj - południowy). Istniały też wczesne wersje eksportowe 424SE i 424K. Modelowi 424 odpowiadał trzydrzwiowy furgon Moskwicz 432.

## Dane techniczne modelu 423 (423N)
Źródło:
- Nadwozie: samonośne, stalowe, 5-drzwiowe, 4-miejscowe
- Długość/szerokość/wysokość: 4055 / 1540 / 1560 mm
- Rozstaw osi: 2370 mm
- Rozstaw kół: 1220 mm
- Masa własna: 1020 (1030) kg
- Masa całkowita: 1420 (1430) kg
- Prześwit pod osiami: 200 mm

- Silnik: M-402 (M-407) - gaźnikowy, 4-suwowy, 4-cylindrowy rzędowy, dolnozaworowy (górnozaworowy), chłodzony cieczą, umieszczony z przodu, napędzający koła tylne
- Pojemność skokowa: 1220 (1358) cm³
- Średnica cylindra x skok tłoka: 72x75 (76x75) mm
- Moc maksymalna: 35 KM przy 4200 obr./min (45 KM / 33 kW przy 4500 obr./min)[3]
- Stopień sprężania: 7:1
- Maksymalny moment obrotowy: 71 Nm przy 2400 obr./min (88 Nm przy 2600 obr./min)
- Gaźnik: K-59
- Skrzynia przekładniowa mechaniczna 3-biegowa lub 4-biegowa, częściowo zsynchronizowane, z dźwignią przy kierownicy

- Zawieszenie przednie: niezależne, poprzeczne wahacze resorowane sprężynami, teleskopowe amortyzatory hydrauliczne
- Zawieszenie tylne: zależne, sztywna oś na podłużnych resorach półeliptycznych, teleskopowe amortyzatory
- Hamulce przednie i tylne bębnowe, hydrauliczne; hamulec ręczny mechaniczny na koła tylne
- Ogumienie o wymiarach 5,60-15"

- Prędkość maksymalna: 100 (105) km/h
- Zużycie paliwa: 7 (6,5) l/100 km przy 60 km/h